# Чемпионат мира по конькобежному спорту на отдельных дистанциях 2017 — 5000 метров (женщины)
Соревнования в беге на 5000 метров среди женщин на чемпионате мира по конькобежному спорту на отдельных дистанциях 2017 года прошли 11 февраля на катке Gangneung Oval в Канныне, Республика Корея.
Мартина Сабликова выиграла золото на этой дистанции на 9-м чемпионате мира подряд. Всего для неё это 13-я золотую медаль на чемпионатах мира на отдельных дистанциях. 44-летняя Клаудия Пехштайн выигрывала медаль на этой дистанции ещё на самом первом чемпионате в 1996 году. Всего у неё стало 15 медалей чемпионатов мира на этой дистанции (2 золотые, 7 серебряных и 6 бронзовых).

## Результаты
| Место | Участник           | Страна     | Время   | Отставание |
| ----- | ------------------ | ---------- | ------- | ---------- |
| 1     | Мартина Сабликова  | Чехия      | 6.52,38 |            |
| 2     | Клаудия Пехштайн   | Германия   | 6.53,93 | +1,55      |
| 3     | Ивани Блонден      | Канада     | 6.57,14 | +4,76      |
| 4     | Анна Юракова       | Россия     | 6.57,27 | +4,89      |
| 5     | Антоинетте де Йонг | Нидерланды | 6.59,33 | +6,95      |
| 6     | Изабель Вайдеман   | Канада     | 6.59,75 | +7,37      |
| 7     | Карин Клейбёкер    | Нидерланды | 6.59,79 | +7,41      |
| 8     | Бенте Краус        | Германия   | 7.00,62 | +8,24      |
| 9     | Наталья Воронина   | Россия     | 7.02,94 | +10,56     |
| 10    | Марина Зуева       | Беларусь   | 7.03,40 | +11,02     |
| 11    | Миа Манганелло     | США        | 7.10.77 | +18,39     |
| 12    | Елена Петерс       | Бельгия    | 7.14,68 | +22,30     |